# إقليم مديونة
إقليم مديونة هو واحدة من أقاليم المغرب الذي ويقع في جهة الدار البيضاء سطات. ويضم الإقليم 122.851 نسمة حسب (إحصاء 2004).

## المناطق الكبرى
| الجماعة             | عدد السكان (2 شتنبر 1994) | عدد السكان (2 شتنبر 2004) |
| ------------------- | ------------------------- | ------------------------- |
| المجاطية أولاد طالب | 16.182                    | 23.322                    |
| الهراويين           | 16.135                    | 52.862                    |
| سيدي حجاج واد حصار  | 12.820                    | 20.245                    |
| مديونة (مدينة)      | 11.661                    | 14.712                    |
| تيط مليل            | 5.796                     | 11.710                    |